# Langues arawanes
Les langues arawanes (ou arauanes) sont une famille de langues amérindiennes d'Amérique du Sud, parlées en Amazonie, au Brésil et au Pérou dans les bassins des rivières Purus et Juruá.

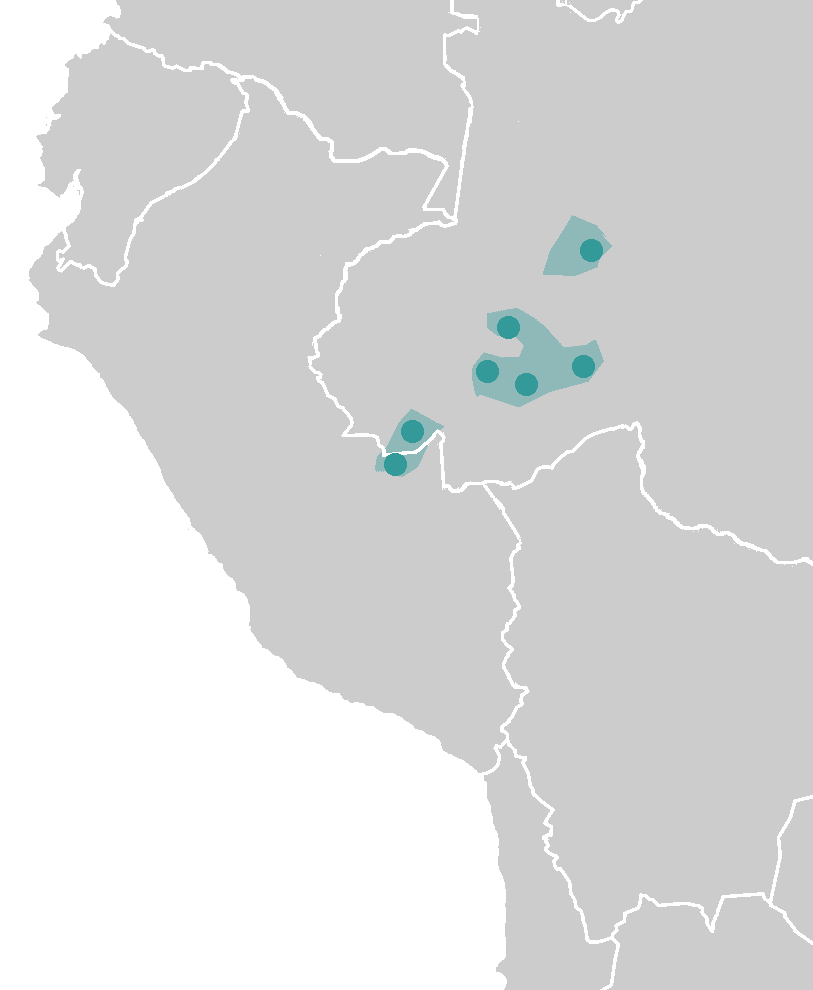
Langues arawanes

## Classification externe
L'existence d'une famille de langues arawanes a été établie pour la première fois par Brinton (1891) sur la base d'une comparaison entre l'arawá et le paumarí.
Les langues arawanes sont souvent présentées comme faisant partie d'une même famille linguistique avec les langues arawakiennes. Dixon rejette totalement ce lien qui n'a jamais été démontré. Selon lui, le responsable de cette hypothèse est Ehrenreich, qui en 1897, suggère un lien génétique par simple comparaison de mots pris dans diverses langues arawanes et arawakanes. Cette méthode est répétée par Rivet et Tastevin en 1940. Certains chercheurs, non linguistes, notamment Alfred Métraux (1948) et Kingsley Noble (1965) reprennent et popularisent cette affirmation d'une super-famille arawane-arawake. La faiblesse de cette famille supposée n'échappe pas aux linguistes tels que Mason (1950), Loukotka (1968), Tovar (1984), Rodrigues (1986), qui l'excluent de leurs travaux de classification des langues d'Amérique du Sud. 
La reconstruction récente d'un vocabulaire proto-arawak  de 203 formes par David L. Payne (1991) et de 370 formes proto-arawanes par Dixon permet d'établir que seuls trois cognats possibles peuvent être identifiés. De plus, les morphèmes grammaticaux des deux familles de langues diffèrent assez fortement.
D'autres linguistes doutent de la réalité du lien entre langues arawanes et arawakiennes. C'est le cas de Denny Moore et d'Alexandra Aikhenvald.

## Classification interne
- L'arawá
- Le banawá, le jamamadí et le jarawara sont trois dialectes d'une même langue[3].
- Le dení
- Le culina
- Le paumarí
- Le suruwahá